# Dampfmaschine Rhombergs Fabrik

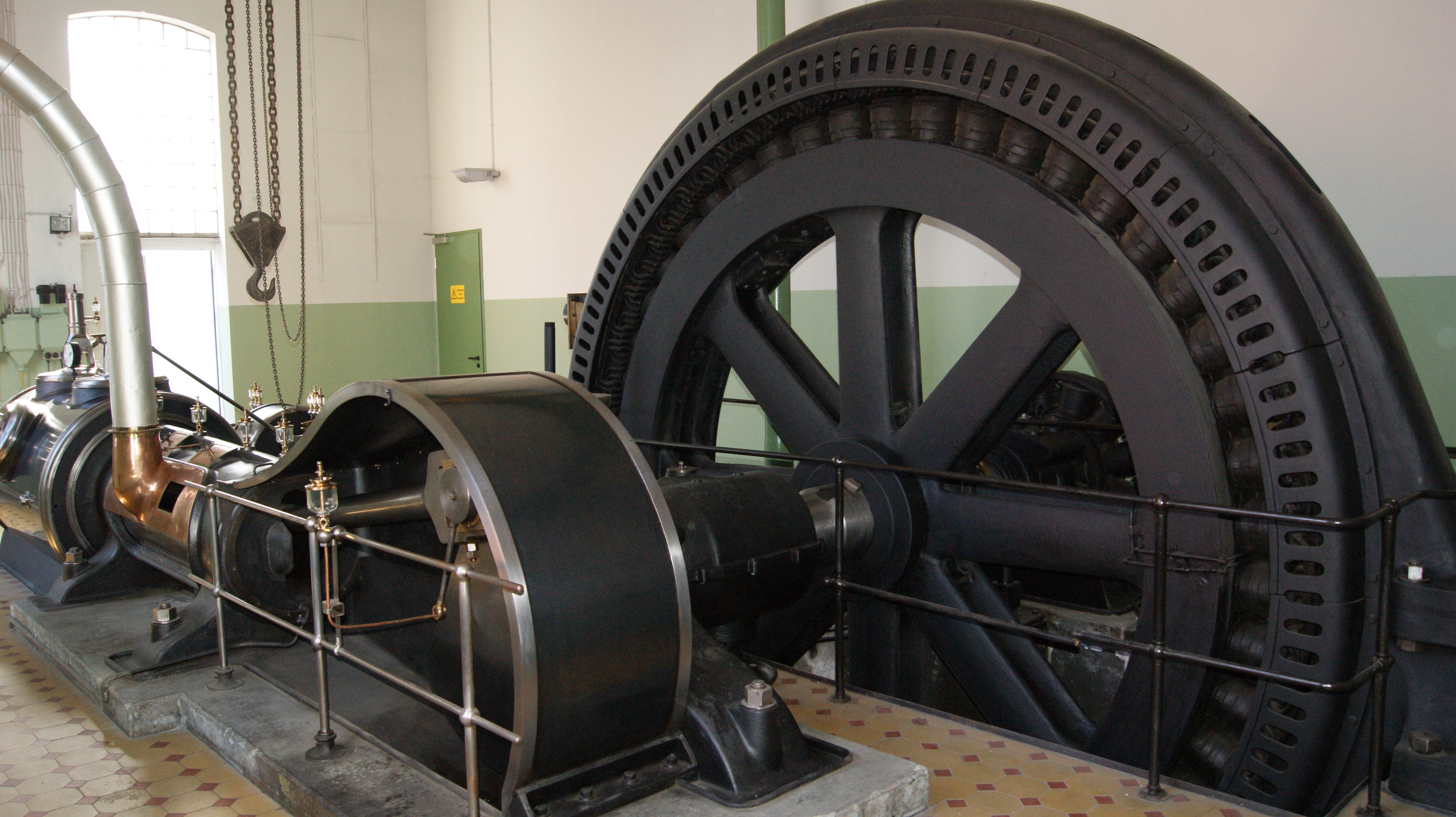
Kurbelwelle, Getriebe und Generator

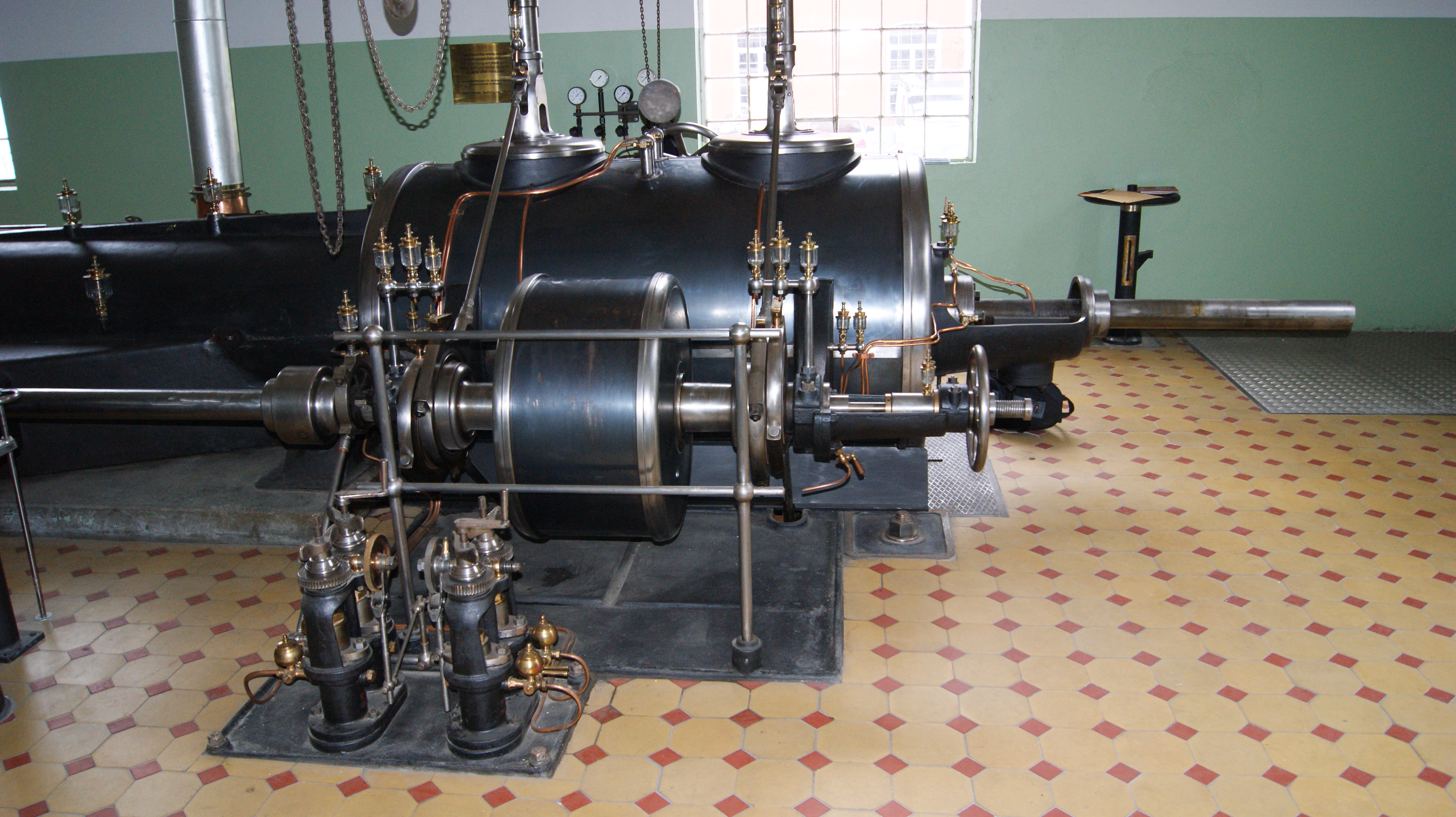
Fliehkraftregler und Zylinder

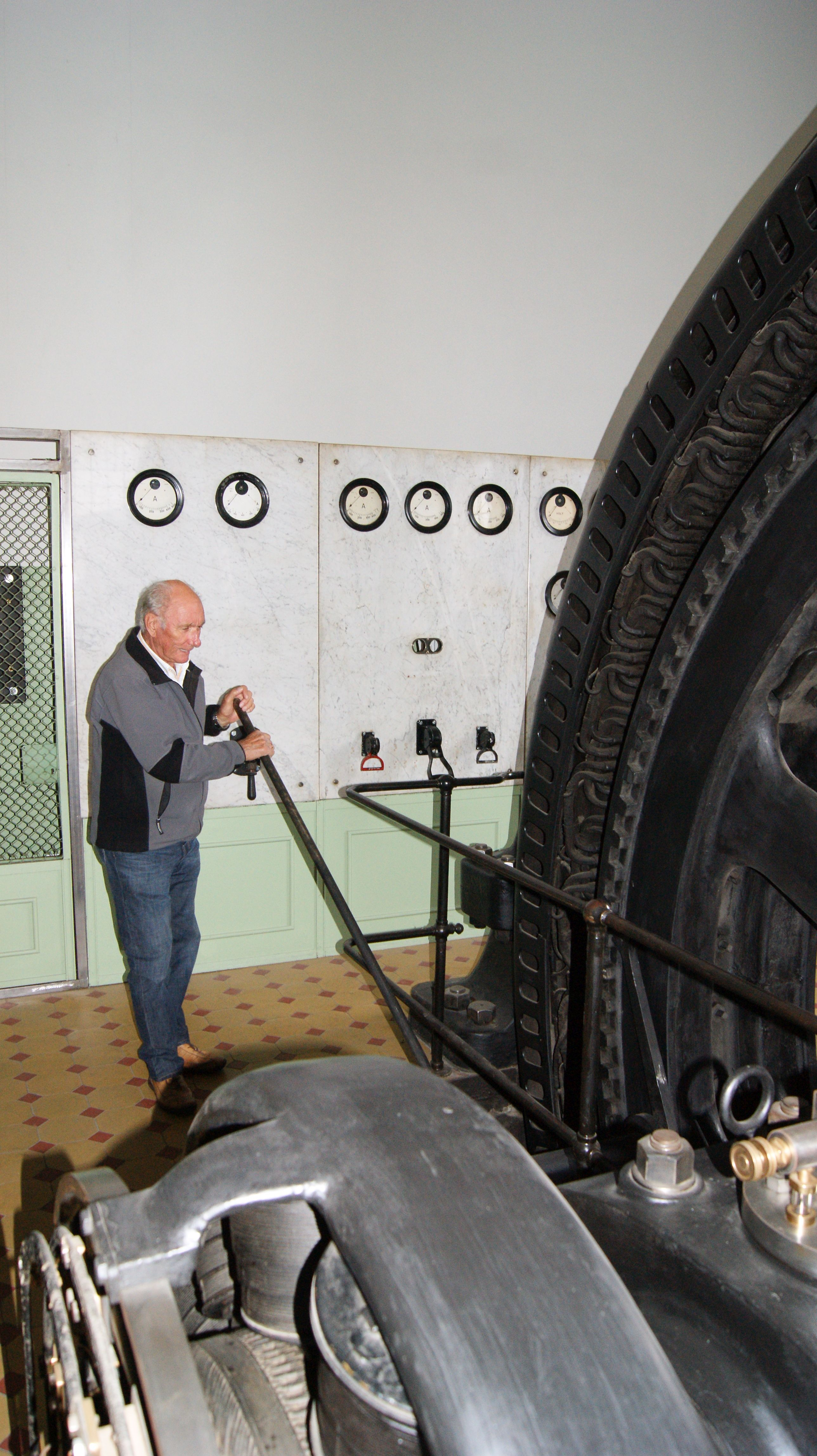
Händische Einstellung der Startposition der Dampfmaschine am Generator durch den pensionierten Maschinisten Walter Bröll

Die Dampfmaschine Rhombergs Fabrik ist eine erhaltene historische Dampfmaschine in einer ehemaligen Textilfabrik in Dornbirn in Vorarlberg.

## Geschichte
Die Dampfmaschine wurde 1912 von der Ersten Brünner Maschinenfabriks-Gesellschaft in Brünn für die Fa. Textil Rhomberg (Hausname: „Färbers“) in Dornbirn (420 m ü. A.) gebaut und erhielt die Fabriksnummer 3354. Sie war die erste Dampfmaschine der Fa. Textil Rhomberg und in diesem Textilunternehmen 80 Jahre lang von 1912 bis 1992 in Betrieb.
Es handelt sich um die letzte erhaltene Dampfmaschine dieser Art in Österreich mit einer Kraft-Wärme-Koppelung und ist vollständig mit Fliehkraftregler erhalten.
Neben dieser Dampfmaschine war zur Ergänzung seit den 1960er Jahren eine Dampfturbine zur Gewinnung elektrischer Energie in Betrieb. Die mittlerweile demontierte Turbine hatte eine Drehzahl von 8000/min.

## Bauform und technische Daten
Die Dampfmaschine ist als Kraft-Wärme-Kopplungs-Aggregat konzipiert. Der durch das ehemalige Heizkraftwerk (Dampfkessel) zur Verfügung gestellte überhitzte Dampf wurde durch die Dampfmaschine geleitet, die einen Generator zur Gewinnung elektrischer Energie antrieb. Der abgearbeitete Dampf mit einem Restdruck von etwa 6 bar wurde weiter als Prozesswärme in der Textil-Produktion (Veredelung, Druckerei) verwendet.
Es handelt sich bei dieser Dampfmaschine um eine kleine Ausführung einer ortsfesten, einzylindrigen, liegenden Gegendruck-Kolbendampfmaschine mit Ventilsteuerung und Bypassventil.

### Dampfmaschine
- Hersteller: Erste Brünner Maschinenfabrik
- Baujahr und Montage: 1912
- Standort: Krafthaus Rhombergs Fabrik, Färbergasse, Dornbirn
- Funktion: Gewinnung elektrischer Energie;
- Leistung: ca. 600 PS (441 kW);
- Dampfdruck: 12 bis 15 bar;
- Restdruck des abgearbeiteten Dampfes: etwa 6 bar
- Drehzahl ca. 125/min;
- Zylinder:
  - Durchmesser 600 mm;
  - Hub 950 mm;
- Gesamtgewicht: etwa 35 Tonnen

### Generator
- Hersteller: AEG-Union, No.: 32879
- Type: NED 125/350 (gleichstromerregte Synchronmaschine)
- Umdrehungen: 125/min.

#### Generator vor dem Umbau 1954
- Leistung: 350 kVA
- Generatorspannung: 3000 V
- Statorspannung: 160 V
- Rotorspannung: 150 V
- Strom: 1260 A
- Frequenz: 50 Hz

#### Generator nach dem Umbau 1954
- Leistung: 330 kVA
- Generatorspannung: 220/380 V
- Strom: rund 800 A
- Frequenz: 50 Hz.

## Sanierung
Die Dampfmaschine in Rhombergs Fabrik in Dornbirn wurde 2006 und 2007 vom Vorarlberger Technischen Verein (VTV), Arbeitsgruppe „Dampfmaschine“, durch Walter Bröll, Helmut Schelling und Adolf Gstöhl mit begleitender Unterstützung des Bundesdenkmalamtes fachgerecht in etwa 960 Arbeitsstunden restauriert.